# Henry Alexander Miers
Sir Henry Alexander Miers (* 25. Mai 1858 in Rio de Janeiro; † 10. Dezember 1942 in London) war ein britischer Mineraloge.

## Leben
Miers war fünftes von insgesamt acht Kindern. Sein Vater, Francis Charles Miers, war Bauingenieur. Bereits zwei Jahre nach seiner Geburt übersiedelte die Familie nach England.
1872 erhielt Miers ein Stipendium für das Eton College. Ab 1877 studierte er am Trinity College in Oxford Mathematik und Kristallographie mit dem Bachelor-Abschluss 1881. Nach drei Monaten in Straßburg bei Paul Heinrich von Groth erhielt Miers 1882 eine Anstellung in der mineralogischen Abteilung des British Museum, wo er bis 1895 arbeitete. Von 1886 bis 1895 unterrichtete er zusätzlich Kristallographie am Central Technical College in London.
Von 1895 bis 1908 war Miers Professor für Mineralogie in Oxford, anschließend bis 1915 Rektor der Universität London. Von 1915 bis 1926 war er Professor für Kristallographie an der Universität Manchester.
1912 wurde er als Knight Bachelor geadelt. 1942 starb Miers unverheiratet in London.
Er erfand ein Goniometer und schrieb eine Einführung in die Mineralogie (Introduction to Mineralogy 1902). Er wies William Ramsay 1895 auf ein Gas hin, das aus Cleveit durch Erhitzen mit verdünnter Schwefelsäure entwich. Später wurde es als Helium identifiziert.
Das Mineral Miersit ist nach ihm benannt.